# Ульріх Шнафт
Ульріх Шнафт (нім. Ulrich Schnaft; 3 жовтня 1923, Кенігсберг, Веймарська республіка — ?) — солдат Ваффен-СС, учасник Другої світової війни. Після війни служив в Армії оборони Ізраїлю, видаючи себе за єврея.

## Біографія
Народився в Кенігсберзі у неодруженої жінки, яка віддала його в дитячий будинок невдовзі після народження. Пізніше хлопчика всиновили.
Здобув освіту механіка. 1941 року вступив до Ваффена-СС. Направлений на Східний фронт, де отримав поранення. Після перебування у шпиталі воював у Югославії та Італії. 1944 року потрапив у полон до американців. 1947 року звільнений.
Оселився в Мюнхені і жив в одній кімнаті з євреєм. Від сусіда дізнався, що ті, хто пережив Голокост, отримують допомогу. Оскільки Шнафту було важко знайти роботу через повоєнну розруху, чоловік вирішив видати себе за єврея. У грудні 1947 року під ім'ям Габріель Вайсман спробував нелегально перебратися до підмандатної Палестини. Однак дорогою його схопили і відправили до концтабору для інтернованих на Британському Кіпрі.
1949 році отримав дозвіл на виїзд до Ізраїлю. Почав вивчати іврит. У серпні того ж року призваний на термінову службу. Шнафт вразив начальство своїми військовими навичками та знаннями, тож наприкінці служби йому запропонували можливість стати офіцером. Він прийняв пропозицію та дослужився до капітана артилерії.
1952 року напідпитку показав товаришам свою фотографію у формі СС і зізнався, що жив під вигаданим ім'ям. За це його звільнили з армії.
Переїхав до Ашкелона, де жив випадковими заробітками і накопичував гроші для еміграції. У цей час закрутив роман з дружиною начальника, старшою за нього на 20 років, яка також приїхала з Німеччини. Коли про зради стало відомо, Шнафт втратив роботу, але коханка залишила чоловіка та переїхала з коханцем до Хайфи.
1954 році пара вирушила до ФРН. Дорозі на батьківщину, у Генуї, Шнафту відмовили у в'їзді до Німеччини через наявність лише ізраїльського паспорта, який не дозволяв в'їзд до країни. Коханка покинула його, а потім повернулася до Ізраїлю та помирилася з чоловіком. Разом вони виїхали до Німеччини.

## Шпигунство
Шнафт затримався у Генуї без грошей. Спочатку звернувся до консульства ФРН, але там йому не допомогли. Тоді подався до консульства Єгипту і запропонував корисну інформацію, здобуту під час служби в ізраїльській армії. Дипломати були вражені історією німця і відвезли до посольства Єгипту в Римі, де чоловік зустрівся з військовим аташе. Його доправили до Каїра і протягом місяця інтенсивно допитували спецслужби. Шнафт передав єгиптянам докладну інформацію про структури ізраїльської армії, військові бази, озброєння та навчання. Йому запропонували повернутися до Ізраїлю «кротом» і приєднатися до ізраїльської армії під фальшивим ім'ям. Проте колишній офіцер відмовився, бо хотів повернутися на батьківщину. Шнафт отримав кілька сотень доларів і під ім'ям Роберта Гаята вилетів назад до Італії та у березні 1954 року прибув до Німеччини.
Переїхав до своєї тітки у Франкфурт. Перед від'їздом до родички розшукав колишню кохану, яка тепер жила з чоловіком у Берліні. Шнафт розповів їй про своє справжнє минуле, а також про шпигунство на користь Єгипту і залишив свою адресу у Франкфурті. Чоловік коханки, якому жінка все передала, написав листа до ізраїльської спецслужби Шабак.
Ізраїльські агенти хитрістю заманили його назад до Ізраїлю (представник спецслужб під виглядом іракця запропонував німцеві працювати на Багдад). 1956 року з підробленим ізраїльським паспортом Шнафт прибув до країни, де його затримали. Його засудили до семи років позбавлення волі.
Справа Шнафта часто згадується як один із найнезвичайніших прикладів того, як колишній нацист видавав себе за єврея, щоб розпочати нове життя в Ізраїлі. Це сталося через те, що молода держава відчайдушно шукала військових фахівців, але через масову імміграцію не могла провести точних перевірок.
Довгий час Ізраїль тримав у таємниці документи у цій справі. Їх випустили лише 2023 року.

## Подальша доля
1961 року після п'яти років ув'язнення умовно-достроково звільнений за хорошу поведінку. Повернувся до Франкфурта. Після чого його слід втрачається і жодних точних відомостей більше немає. Відомо, що в Німеччині він одружився і збирав кошти на підтримку Ізраїлю. Отримав дозвіл на поїздку до Ізраїлю і відвідав Стіну плачу разом з дочкою.
За неперевіреною інформацією книги, випущеної його співкамерником Екштейном, колишній військовослужбовець пізніше висвячений у лютеранського священника.